# Chloroclystis nigrosericeata
Chloroclystis nigrosericeata là một loài bướm đêm trong họ Geometridae.